# Bailey County
Bailey County je okres ve státě Texas v USA. Žije zde přibližně 6 900 obyvatel. Správním městem okresu je Muleshoe. Celková rozloha okresu činí 2 143 km².